# Liothrips muscorum
Liothrips muscorum är en insektsart som beskrevs av Watson 1926. Liothrips muscorum ingår i släktet Liothrips och familjen rörtripsar. Inga underarter finns listade i Catalogue of Life.